# Olvera
Olvera és una localitat de la província de Cadis, Andalusia (Espanya). Està situada en al cruïlla de les províncies de Sevilla i Màlaga, dins la Ruta dels pobles blancs.